# Batis
Batis P.Browne, 1756 è un genere di piante angiosperme dell'ordine Brassicales, unico genere della famiglia Bataceae Mart. ex Perleb, 1838.

## Distribuzione e habitat
Il genere ha un areale disgiunto che comprende l'America tropicale, la Nuova Guinea e l'Australia.

## Tassonomia
Il genere comprende le seguenti specie:
- Batis argillicola P.Royen
- Batis maritima L.